# 周德锡
周锡德，字晓涵，道名吉中，河南商城人，中华民国新兴宗教道院的创始成员。

## 生平
1916年至1917年间，周锡德在山东省滨县公署任职，公暇之余常参与在县公署后大仙祠进行的扶乩活动，是民国新兴宗教道院前身“滨坛”的创始成员。在“滨坛”主要成员驻防营营长刘绍基转任济南、滨县知事吴福森被调往长清县后，周锡德等乩坛骨干也聚集于济南，展开了道院历史的“济坛”时代。
1921年，刘绍基、杜秉寅等济坛的核心成员在济南正式创立民间宗教组织“济南道院”，周锡德也属创始成员，曾任经坛译方内修弟子。